# Fotocella
A fotocella fényelektromos hatáson alapuló fényérzékeny berendezés, amely a fényhullámokra elektromos választ ad. A fotocella eredetileg egy speciális elektroncső. A félvezető (szilícium, szelén, germánium) alapanyagú fényérzékeny elemek működése ettől eltérő.
Albert Einstein a fényelektromos jelenség magyarázatáért Nobel-díjat kapott.

## A fotoeffektus
1887-ben Wilhelm Hallwachs észrevette, hogy a negatív töltésű elektroszkóp ultraibolya fény hatására elveszíti töltését. Ezt úgy lehetett magyarázni, hogy az elektroszkópot elektronok hagyják el. Később ezt a jelenséget akkor is tapasztalták, ha alkálifémeket látható fénnyel világítottak meg. Így elnevezték fényelektromos hatásnak, vagy idegen szóval fotoeffektusnak.

## A fotoeffektus alkalmazása
A fotoeffektus egyik legfontosabb alkalmazása a fotocella. Ez nem más, mint egy dióda-elektroncső felépítésű fényelektromos átalakító, amely vákuumtérben (vákuum fotocella) vagy nemesgáztérben (gáztöltésű fotocella) fotokatódot és anódot tartalmaz. A fotokatódok anyagi összetétele és felépítése a fotocella spektrális érzékenységi tartománya szerint különböző: leggyakoribbak a cézium-céziumoxid fotokatódok, melyek a látható spektrum nagy részében vagy az infravörös tartományban érzékenyek.
A vákuum fotocellák, inkább mérési célokra alkalmasak. A gáztöltésű fotocellák érzékenysége mintegy négyszerese a vákuum fotocellák érzékenységének, de kevésbé stabilak, áramuk nem szigorúan arányos a megvilágítással és sötétáramuk is nagyobb. A fotocella jelentősége a fényérzékeny félvezető eszközök megjelenésével erősen csökkent.
Felhasználási terület:
- ajtók automatizálására
- éjszakai közvilágítás bekapcsolására
- fényképezés: fénymérő (beépített/ manuális)

## A fotocella működése
A fotokatódba becsapódó foton a fotokatódból elektront üt ki. A kiütött elektronok a pozitívan töltött anód felé repülnek tova és az így keletkezett áramot, fotoáramot mérjük. A fotokatódot érő beeső fotonok fluxusa arányos a mért árammal. Ez a fotonok E = h·f energiájából adódik, ahol h a Planck-állandó és f a beeső fény frekvenciája. Ebből is látszik, hogy a frekvencia növelése a fotoáramot is növelni fogja, amely magyarázza a korai felfedezéseket.
A fotocella előnyei: olcsó, egyszerű és - ami a legfontosabb - lineáris karakterisztikájú. Azonban alacsony az érzékenysége, külső áramra van szüksége, és különböző fotokatódoknak különböző az átviteli karakterisztikájuk (más-más hullámhosszú fotonoknak más-más az áram/beeső foton fluxus aránya.)

## A fény kettős természete
A 20. század elején a legtöbb vizsgálatot az elektromágneses hullámok közül a fényen végezték el. A kísérletek egy részében a fény részecskék áramaként, a másik részében pedig hullámként viselkedett. (Hullám-részecske kettősség)

## Emmy díjasok
- Robert Adler (1913. december 4. – 2007. február 15.) osztrák származású amerikai feltaláló.
- Eugene Polley (1915–2012) amerikai elektromérnök, feltaláló

"A Zenith az ötvenes években keresett megoldást arra, hogyan lehetne kényelmesebbé tenni a televízió kezelését kábelek nélkül. Polley 1955-ben fejlesztett ki egy fotocellás távirányítót, a Flashmaticot, Adler pedig ezt tökéletesítette, és 1956-ban készült el a Zenith Space Command nevű ultrahangos változattal. Cégük és a technikatörténet így közös találmányukként jegyzi a távirányítót, Polley pedig úgy nyilatkozott egykori munkatársáról: egy olyan projektnek volt részese, amely megváltoztatta a világot."

## Külső hivatkozások
- http://www.kislexikon.hu/fotocella.html [Tiltott forrás?]
- http://www.kislexikon.hu/fotocella2.html [Tiltott forrás?]
- http://www.elektroncso.hu/cikkek/fotocso.php